# Bernardo de Irigoyen (Misiones)
Pour les articles homonymes, voir Bernardo de Irigoyen (homonymie).
Bernardo de Irigoyen est une ville d'Argentine ainsi que le chef-lieu du département de General Manuel Belgrano de la province de Misiones. Elle est nommée d'après la figure radicale du même nom. Elle fut fondée en 1921.
Elle est située sur la route nationale 14 dont elle constitue l'extrémité nord. Elle est également située au point le plus à l'est de l'Argentine continentale.

## Population
La ville comptait 6 862 habitants en 2005. Et, en tant que ville d'importants trafics, elle est sujette à de nombreuses migrations.